# Enclave réfractaire
Les enclaves réfractaires, ou par anglicisme inclusions réfractaires, sont des enclaves (des xénolithes) constituées de minéraux réfractaires, que l'on trouve dans les chondrites (des météorites indifférenciées) et surtout dans les chondrites carbonées.
On distingue essentiellement deux types d'enclaves réfractaires :
- les agrégats amiboïde à olivine ou AAO (les plus abondantes) ;
- les enclaves riches en calcium et aluminium ou CAI (les plus réfractaires).

Les CAI sont présentes à la fois sous la forme d'enclaves séparées et comme constituants des AAO (à côté de cristaux de forstérite et de fer-nickel).